# الترسيب (كيمياء)
ينص الترسيب (في الكيمياء) على أنه استقرار الجزيئات في المحلول. يجوز النظر إلى الترسيب على أنه عملية انعكاسية للانحلال أو أعادة ترسيخ الجزيئات. ويمكن وصفه بأنه تغيير مرحلي من الحالة الغازية إلى الحالة الصلبة دون المرور بالحالة السائلة، ويسمى أيضا بأعادة الإنحلال (عملية عكسية).